# Spiradiclis purpureocaerulea
Spiradiclis purpureocaerulea är en måreväxtart som beskrevs av Hsien Shui Lo. Spiradiclis purpureocaerulea ingår i släktet Spiradiclis och familjen måreväxter. Inga underarter finns listade i Catalogue of Life.